# Gajates
Gajates ist ein westspanischer Ort und eine Gemeinde (municipio) mit insgesamt nur noch 140 Einwohnern (Stand: 2024) im Osten der Provinz Salamanca in der Region Kastilien und León. Zur Gemeinde gehört auch der noch etwa 40 Einwohner zählende Weiler (pedanía) Galleguillos.

## Lage und Klima
Der ca. 855 m hoch gelegene Ort Gajates liegt am Río Gamo im Süden der altkastilischen Hochebene (meseta). Die Großstadt Salamanca ist ca. 44 km (Fahrtstrecke) in nordwestlicher Richtung entfernt; die Kleinstadt Alba de Tormes liegt nur gut 16 km nordwestlich. Das Klima im Winter ist durchaus kühl; die geringen Niederschlagsmengen (ca. 410 mm/Jahr) fallen – mit Ausnahme der nahezu regenlosen Sommermonate – verteilt übers ganze Jahr.

## Bevölkerungsentwicklung
| Jahr      | 1857 | 1900 | 1950 | 2000 | 2019 |
| Einwohner | 427  | 665  | 795  | 246  | 163  |

Der deutliche Bevölkerungsrückgang ist im Wesentlichen auf die Mechanisierung der Landwirtschaft und die Aufgabe bäuerlicher Kleinbetriebe zurückzuführen (Landflucht).

## Wirtschaft
Das wirtschaftliche Leben der Landgemeinde war jahrhundertelang in hohem Maße agrarisch geprägt – früher wurde im Umland Getreide zur Selbstversorgung ausgesät; Gemüse stammte aus den Hausgärten und auch Viehzucht wurde betrieben.

## Geschichte
Prähistorische, römische, westgotische und selbst maurische Funde fehlen, doch der Ortsname könnte arabischen Ursprungs sein (gayat = „Grenze“). Nach der Schlacht von Simancas (939) konnten die Mauren in diesem Teil der Iberischen Halbinsel bis zum Fluss Tormes zurückgedrängt werden. König Ramiro II. von León († 951) begann mit der Neu- und Wiederbesiedlung (repoblación) der eroberten Gebiete; König Alfons IX. von León († 1230) setzte sie im 13. Jahrhundert fort.

## Sehenswürdigkeiten
Gajates

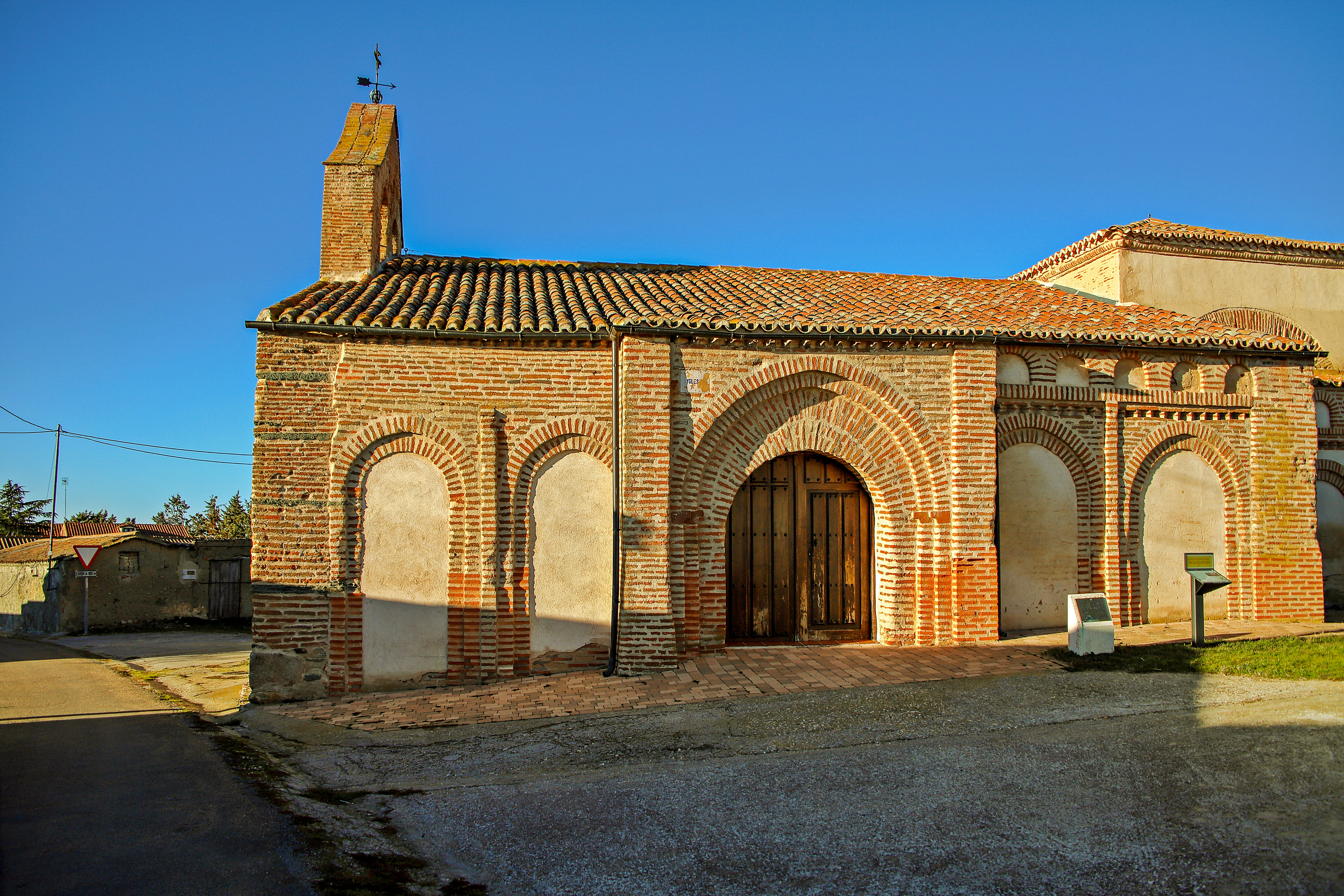
Galleguillos – Iglesia de Nuestra Señora de la Asunción

- Die Iglesia del Salvador ist ein einschiffiger Ziegelsteinbau im Mudéjar-Stil aus dem 13. Jahrhundert mit einer später hinzugefügten säulengestützten Südvorhalle (portico). Der möglicherweise ebenfalls später angebaute Glockenturm (campanario) besteht in seinem unteren Teil aus Feldsteinmauerwerk; nur das eigentliche Glockengeschoss ist aus Ziegelsteinen gemauert. Die Apsis zeigt eine harmonische dreigeschossige Bogengliederung, die sich im Inneren in zweigeschossiger Form wiederholt. Das Kirchenschiff (nave) ist verputzt.[4][5]

Galleguillos
- Die von einem Glockengiebel (espadaña) überragte Iglesia de Nuestra Señora de la Asunción im ca. 3,5 km nordwestlich gelegenen Weiler Galleguillos ist ein einschiffiger, der Himmelfahrt Mariens geweihter denkmalgeschützter Ziegelsteinbau im Mudéjar-Stil aus dem 13. Jahrhundert.